# Celle di San Vito
Celle di San Vito község (comune) Olaszország Puglia régiójában, Foggia megyében.

## Fekvése
Foggiától délnyugatra, a Dauniai-szubappenninek vidékén fekszik.

## Története
A települést a 11. század első felében alapították egy korábbi kolostor körül. A kolostor felszámolása után a 13. század elején provanszál katonák, I. Károly szicíliai király katonái telepedtek le. A településen napjainkban is számottevő a franco-provanszál nyelvet beszélők száma.

## Népessége
A népesség számának alakulása:

## Főbb látnivalói
- Santa Caterina-templom - a 19. században épült.
- Franco-provenszál emlékkereszt
- Largo di San Vito - a település főtere.